# -polis
Das Suffix -polis (aus altgriechisch πόλις polis ‚Stadt‘, ‚Polis‘) ist Bestandteil einiger Lehnwörter im Deutschen und ein häufiges Suffix von Toponymen vieler Sprachen. Die neugriechische Form ist poli (πόλη), weitere im Deutschen gebräuchliche Formen sind -pole und bei Ortsnamen -pel.
Beispiele für Lehnwörter:
- Akropolis, ‚Gipfelstadt‘
- Metropolis, Metropole, ursprünglich ‚Mutterstadt‘ (einer Kolonie)
- Nekropole, ‚Totenstadt‘
- Propolis, [Substanz] ‚vor der Stadt‘, das heißt am Eingang eines Bienenstocks

Beispiele für Toponyme:
- Adrianopel, neugr. Adrianoupoli, ‚Stadt des Hadrian‘, heute Edirne, Türkei
- Alexandroupoli, ‚Stadt Alexanders‘, Griechenland
- Annapolis, ‚Stadt der Anna‘: Annapolis, Vereinigte Staaten; Anapolis, Brasilien; Annopol, Polen
- Florianopolis, ‚Stadt des Floriano‘, Brasilien
- Grenoble, ursprünglich Gratianopolis ‚Stadt des Gratian‘, Frankreich
- Hierapolis, ‚Heilige Stadt‘, Phrygien, heute Türkei
- Indianapolis, ‚Stadt Indianas‘, Vereinigte Staaten
- Jambol, ursprünglich Dianopolis ‚Stadt der Diana‘, Bulgarien
- Kallipolis, ‚gute Stadt‘: Gallipoli, Italien; Gelibolu, Türkei
- Konstantinopel, ‚Stadt des Konstantin‘; möglicherweise aus griechisch is tin poli ‚in die Stadt‘ abgeleitet: Istanbul, Türkei
- Marioupolis, ‚Stadt der Maria‘, ‚Marienstadt‘: Mariupol, Ukraine; Marijampolė, Litauen
- Megalopoli, ‚große Stadt‘, Griechenland
- Melitopol, ‚Stadt des Honigs‘, Ukraine
- Neapolis, ‚Neustadt‘: Neapoli, mehrere Städte in Griechenland; Napoli bzw. Neapel, Italien; Nabeul, Tunesien; Nablus, Palästinensische Autonomiegebiete
- Nikopolis, ‚Siegesstadt‘: Nikopolis, Römisches Reich, heute Griechenland; Nikopol, Bulgarien; Nikopol, Ukraine
- Persepolis, ‚Perserstadt‘, heute Iran
- Sewastopol, ‚ehrwürdige Stadt‘, benannt zu Ehren der Stadtgründerin Katharina II., Ukraine (Krim-Halbinsel)
- Simferopol, ‚Stadt des Gemeinguts‘, Ukraine (Krim-Halbinsel)
- Stauropolis, ‚Kreuzstadt‘: Stawropol, Russland; Stavroupoli, Griechenland
- Tripolis, ‚Dreistadt‘: Tripoli (Griechenland); Ṭarābulus bzw. Tripolis (Libyen); Trāblus bzw. Tripoli (Libanon)